# Cha D
Chadi Alderbas, kendt som Cha D (født 3. maj 1986) dansk rapper, sangskriver og producer. Cha D er palæstinenser fra Gellerupparken beliggende i Brabrand, Aarhus.
Han er en af de oprindelige medlemmer af rapkollektivet Pimp-A-Lot og har gennem sin musikkarriere udgivet et utal af ørehængende bangers - både som soloartist og i samarbejde med andre store danske rappere og producere som bl.a. Marwan, Pede B og DJ Static. Han blandt andet har været med til at vinde den kriminalpræventive pris for sit arbejde i Rap Akademiet i Bispehaven.